# Cooperativa Latteria Vipiteno
La Cooperativa Latteria Vipiteno (Genossenschaft Milchhof Sterzing) è un'azienda latticino-casearia italiana.
Collocata in Alto Adige, con sede a Vipiteno.

## Storia
La cooperativa è stata fondata nel 1884 grazie ad alcuni contadini vipitenesi con il nome di Genossenschaft Milchhof Sterzing (traducibile in italiano in "Cooperativa Latteria Vipiteno") quando era ancora parte dell'impero austro-ungarico.
Nata inizialmente come una piccola cooperativa, dagli anni '60 ha avuto una grande espansione economica e produttiva grazie all'affiliazione, nel 1968, dei 112 soci della latteria di Stanghe che dal 1969 cominciarono a fornire latte.
Nel 1983 la Latteria di Stilves (Stilfes) si è fusa con la Latteria Vipiteno.
È la quarta azienda italiana produttrice di yogurt, supportata da circa 400 soci i quali riforniscono latte con altre 200 aziende provenienti dal Tirolo del Nord, producendo al giorno circa 1,5 milioni di vasetti di yogurt.
Esporta anche in Germania ed in Austria.

## Prodotti
- Latte
- Yogurt
- Panna fresca
- Burro